# Série mondiale 1988
La Série mondiale 1988 était la 85e série finale des Ligues majeures de baseball. Elle a débuté le 15 octobre 1988 et opposait les champions de la Ligue nationale, les Dodgers de Los Angeles, aux champions de la Ligue américaine, les Athletics d'Oakland.
Cette série 4 de 7 opposant deux clubs de la Californie s'est terminée le 20 octobre 1988 par une victoire des Dodgers de Los Angeles qui l'emportèrent en 5 matchs, quatre victoires à une.
Cette série est mémorable notamment pour la présence de Kirk Gibson des Dodgers, joueur par excellence de la Série de championnat de la Ligue Nationale, qui fit une seule apparition en Série mondiale. Blessé aux deux jambes et pouvant à peine se déplacer, Gibson frappa un circuit contre Dennis Eckersley lors du match #1.

## Équipes en présence
Les Dodgers de Los Angeles ont remporté le championnat de la division Ouest de la Ligue nationale avec un dossier de 94-67, sept matchs devant les Reds de Cincinnati. En Série de championnat, ils ont eu besoin du maximum de sept matchs pour triompher des champions de la section Est, les Mets de New York.
Les Athletics d'Oakland ont dominé la division Ouest de la Ligue américaine avec une fiche de 104-57, loin devant les champions du monde en titre, les Twins du Minnesota, qui finirent seconds à 13 parties de la tête. En Série de championnat, Oakland a balayé quatre matchs à zéro les champions de l'Est, les Red Sox de Boston.
Les Athletics se présentaient en Série mondiale pour la 4e fois depuis l'arrivée de l'équipe à Oakland en 1968, montrant un dossier parfait de 3-0 après avoir remporté les Séries mondiales de 1972, 1973 et 1974. Cet affrontement de 1988 est d'ailleurs une revanche de la première série finale toute californienne qui avait vu les A's gagner en cinq matchs sur les Dodgers à l'automne 1974.

## Déroulement de la Série

### Calendrier des rencontres
| Match | Date       | Visiteur               | Hôte                   | Score |
| ----- | ---------- | ---------------------- | ---------------------- | ----- |
| 1     | 15 octobre | Athletics d'Oakland    | Dodgers de Los Angeles | 4 - 5 |
| 2     | 16 octobre | Athletics d'Oakland    | Dodgers de Los Angeles | 0 - 6 |
| 3     | 18 octobre | Dodgers de Los Angeles | Athletics d'Oakland    | 1 - 2 |
| 4     | 19 octobre | Dodgers de Los Angeles | Athletics d'Oakland    | 4 - 3 |
| 5     | 20 octobre | Dodgers de Los Angeles | Athletics d'Oakland    | 5 - 2 |

### Match 1
Samedi 15 octobre 1988 au Dodger Stadium, Los Angeles, Californie.
| Athletics d'Oakland | 0 | 4 | 0 | 0 | 0 | 0 | 0 | 0 | 0 | 4 | 7 | 0 |
| Dodgers de Los Angeles | 2 | 0 | 0 | 0 | 0 | 1 | 0 | 0 | 2 | 5 | 7 | 0 |
| Lanceurs partants : OAK : Dave Stewart LAD : Tim Belcher Vic. : Alejandro Pena (1-0) Déf. : Dennis Eckersley (0-1) HRs : OAK : Jose Canseco (1) LAD : Mickey Hatcher (1), Kirk Gibson (1) |   |   |   |   |   |   |   |   |   |   |   |   |

Puisque leur as lanceur Orel Hershiser avait lancé le 7e match de la Série de championnat de la Ligue Nationale contre les Mets, les Dodgers font appel à Tim Belcher pour entreprendre la Série mondiale. À l'opposé, les Athletics envoient au monticule leur meilleur partant, Dave Stewart, frais et dispos après la courte Série de championnat contre Boston.
Toutefois, les deux artilleurs éprouvent des difficultés en début de match. En début de première, Belcher remplit les buts en allouant un simple à Dave Henderson, en atteignant Jose Canseco d'un lancer et en accordant un but-sur-balles à Mark McGwire. Il se tire cependant d'embarras sans accorder de points. Los Angeles ouvre la marque en fin de première face à Stewart, qui atteint le premier frappeur qu'il affronte, Steve Sax. Mickey Hatcher, auteur d'un seul coup de circuit en saison régulière, pousse Sax au marbre en frappant la longue balle, procurant d'un élan une priorité de 2-0 aux Dodgers.
Les A's malmènent cependant Belcher dès leur retour au bâton. Après deux retraits, Glenn Hubbard frappe un simple, puis le lanceur Stewart et Carney Lansford soutirent des buts-sur-balles au partant des Dodgers. Avec un compte complet, Jose Canseco frappe un grand chelem par-dessus la clôture du champ gauche (brisant une caméra du réseau NBC par la même occasion !) pour porter Oakland en avant 4-2.

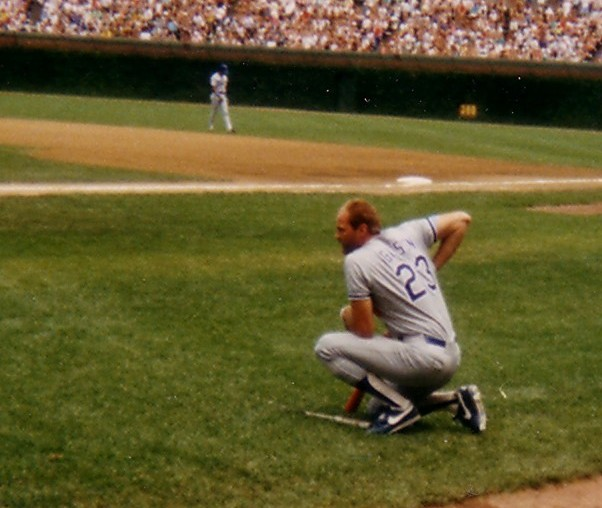
Kirk Gibson frappe un mémorable circuit dans le premier match de la Série mondiale 1988.

En sixième, Los Angeles s'impose face à un Dave Stewart qui avait, après une première manche ardue, retrouvé possession de ses moyens. Trois simples, dont un productif de Mike Scioscia réduisent l'avance des A's à 4-3.
En 9e, le stoppeur Dennis Eckersley s'amène pour terminer le travail de Stewart et protéger la victoire des A's. Après avoir retiré les deux premiers batteurs, l'as-releveur donne un but-sur-balles au frappeur suppléant Mike Davis. Le gérant des Dodgers, Tommy Lasorda, prend alors une décision audacieuse en envoyant au bâton, pour frapper à la place du lanceur Alejandro Pena, son joueur étoile Kirk Gibson, blessé lors de la Série de championnat et pouvant à peine se déplacer. Lasorda avait tenté de confondre les A's en envoyant Dave Anderson (un frappeur de ,249 en saison) dans le cercle d'attente pendant que Davis était au bâton face à Eckersley.
Après plusieurs fausses balles, Gibson cogna un circuit dans les estrades du champ droit, faisant marquer deux points et mettant fin au match. La course difficile autour des sentiers de Kirk Gibson, qui claudique sur ses deux jambes blessées et brandit son poing vers le ciel, fait partie des images les plus marquantes de l'histoire des Séries mondiales.
Pour la première fois de l'histoire, un match #1 de Série mondiale se terminait sur un circuit. Avec un gain de 5-4, Los Angeles prenait une avance de 1-0 dans la série.

### Match 2
Dimanche 16 octobre 1988 au Dodger Stadium, Los Angeles, Californie.
| Athletics d'Oakland | 0 | 0 | 0 | 0 | 0 | 0 | 0 | 0 | 0 | 0 | 3  | 0 |
| Dodgers de Los Angeles | 0 | 0 | 5 | 1 | 0 | 0 | 0 | 0 | X | 6 | 10 | 1 |
| Lanceurs partants : OAK : Storm Davis LAD : Orel Hershiser Vic. : Orel Hershiser (1-0) Déf. : Storm Davis (0-1) HRs: LAD : Mike Marshall (1) |   |   |   |   |   |   |   |   |   |   |    |   |

Ayant bénéficié d'un jour de repos, Orel Hershiser est le partant pour le second match. L'attaque fournit au lanceur des Dodgers tous les points dont il a besoin en 3e manche, avec une poussée de cinq points. Mike Marshall frappe un circuit de trois points pour Los Angeles.
Au monticule, Hershiser lance un match complet et réussit un blanchissage, limitant les Athletics à trois coups sûrs, tous frappés par Dave Parker. Mais le lanceur s'impose aussi en attaque, frappant deux simples et un double bon pour un point (en 4e manche). Il croise le marbre à une reprise et devient le premier lanceur depuis 1924 à cogner trois coups sûrs en Série mondiale.
Los Angeles blanchit Oakland 6-0.

### Match 3
Mardi 18 octobre 1988 au Oakland-Alameda County Coliseum, Oakland, Californie.
| Dodgers de Los Angeles | 0 | 0 | 0 | 0 | 1 | 0 | 0 | 0 | 0 | 1 | 8 | 1 |
| Athletics d'Oakland | 0 | 0 | 1 | 0 | 0 | 0 | 0 | 0 | 1 | 2 | 5 | 0 |
| Lanceurs partants : LAD : John Tudor OAK : Bob Welch Vic. : Rick Honeycutt (1-0) Déf. : Jay Howell (0-1) HRs: OAK : Mark McGwire (1) |   |   |   |   |   |   |   |   |   |   |   |   |

Les A's reviennent dans la série grâce au solide travail de leur personnel de lanceurs, le partant Bob Welch (un ancien des Dodgers) et trois releveurs.
En 3e, Glenn Hubbard frappe un simple, vole le deuxième et marque sur un coup sûr de Ron Hassey et c'est 1-0 Oakland. Los Angeles égalise en 5e sur un double de Franklin Stubbs. Mark McGwire procurera la victoire aux A's avec un circuit en fin de 9e aux dépens du lanceur perdant Jay Howell. Il s'agira du seul coup sûr de McGwire dans cette série.

### Match 4
Mercredi 19 octobre 1988 au Oakland-Alameda County Coliseum, Oakland, Californie.
| Dodgers de Los Angeles | 2 | 0 | 1 | 0 | 0 | 0 | 1 | 0 | 0 | 4 | 8 | 1 |
| Athletics d'Oakland | 1 | 0 | 0 | 0 | 0 | 1 | 1 | 0 | 0 | 3 | 9 | 2 |
| Lanceurs partants : LAD : Tim Belcher OAK : Dave Stewart Vic. : Tim Belcher (1-0) Déf. : Dave Stewart (0-1) Sauv. : Jay Howell (1) |   |   |   |   |   |   |   |   |   |   |   |   |

Tout comme lors du premier match, Los Angeles s'inscrit au pointage dès la manche initiale face à Dave Stewart. Steve Sax marque le premier point lorsqu'une balle passée est débitée au receveur des A's, Terry Steinbach, puis Mickey Hatcher croise le marbre lorsque John Shelby est retiré à l'avant-champ. Oakland réduit l'avance des Dodgers à 2-1 en fin de première. Luis Polonia frappe un simple, avance au deuxième sur une balle passée de Mike Scioscia, et marque plus tard lorsque Jose Canseco est retiré à l'avant-champ.
En 3e, Franklin Stubbs frappe un double et marque sur une erreur du joueur d'arrêt-court Walt Weiss lors d'un roulant de Mike Davis. En 6e, Oakland réduit à nouveau l'avance des Dodgers à un point sur un simple de Carney Lansford. Les deux équipes marquent en 7e : le frappeur suppléant Tracy Woodson est retiré à l'avant-champ, poussant Alfredo Griffin au marbre pour faire 4-2 Los Angeles, puis Oakland inscrit un dernier point sur un double de Dave Henderson. Lorsque Jay Howell s'amène en relève à Tim Belcher dans cette demi-manche, Jose Canseco soutirera un but-sur-balles et Dave Parker atteindra les sentiers sur une erreur d'Alfredo Griffin à l'arrêt-court, mais avec les buts tous occupés, Mark McGwire frappera un faible ballon capté par le joueur de premier-but Franklin Stubbs pour le troisième retrait.
Les A's placent un coureur sur les buts en 8e et 9e, mais Howell préserve l'avance de son équipe. Avec une victoire de 4-3, les Dodgers de Los Angeles prennent une avance de 3-1 dans la série.

### Match 5
Jeudi 20 octobre 1988 au Oakland-Alameda County Coliseum, Oakland, Californie.
| Dodgers de Los Angeles | 2 | 0 | 0 | 2 | 0 | 1 | 0 | 0 | 0 | 5 | 8 | 0 |
| Athletics d'Oakland | 0 | 0 | 1 | 0 | 0 | 0 | 0 | 1 | 0 | 2 | 4 | 0 |
| Lanceurs partants : LAD : Orel Hershiser OAK : Storm Davis Vic. : Orel Hershiser (2-0) Déf. : Storm Davis (0-2) HRs : LAD : Mickey Hatcher (2), Mike Davis (1) |   |   |   |   |   |   |   |   |   |   |   |   |

Brillant lors du match #2 à domicile, Orel Hershiser couronne une des plus brillantes saisons de l'histoire du baseball pour un lanceur (il remportera d'ailleurs le trophée Cy Young dans la Nationale) en lançant un match complet contre les Athletics. En neuf manches, Hershiser donne deux points sur quatre coups sûrs et retire neuf frappeurs sur des prises.
Mickey Hatcher, le remplaçant de Kirk Gibson au champ gauche dans cette série, frappe un circuit de deux points en première manche. Avec deux longues balles en Série mondiale, Hatcher double son total de toute la saison régulière 1988.
Les autres points des Dodgers dans le cinquième match sont produits par Mike Davis (circuit de deux points en 4e manche) et par Rick Dempsey (double d'un point en 6e).
Los Angeles remporte le match #5 par la marque de 5-2 et remporte en cinq parties les grands honneurs de cette série pour devenir les nouveaux champions des ligues majeures de baseball.

## Joueur par excellence
Avec deux matchs complets, dont un blanchissage, lancés contre Oakland, Orel Hershiser est nommé joueur par excellence de cette série mondiale.
En 18 manches au monticule, il n'aura donné que 7 coups sûrs et deux points aux A's, en plus de retirer 17 frappeurs au bâton. Sa moyenne de points mérités a été de 1,00 au cours de la série.

## Autres
- Les lanceurs des Dodgers ont limité les deux puissants cogneurs des A's, Jose Canseco (42 circuits, 124 points produits et 40 buts volés durant la saison 1988) et Mark McGwire (32 circuits et 99 points produits durant la saison 1988), à un coup sûr chacun durant cette série. Canseco a frappé un grand chelem dans une cause perdante lors du premier match puis a été blanchi par la suite, alors que le seul coup sûr de McGwire fut un circuit en solo dans la 3e rencontre.

- Les Dodgers sont devenus en 1988 la première équipe (et la seule jusqu'à maintenant) à remporter la Série mondiale après avoir été victime d'un match parfait en saison régulière. Le 16 septembre, Tom Browning des Reds de Cincinnati avait lancé un match parfait contre eux.